# 李詢 (明朝)
李詢（1397年—？），河南開封府陳州項城縣人，民籍。明朝政治人物。進士出身。

## 生平
河南鄉試第十一名。宣德八年（1433年）癸丑科會試第五十二名，殿試登進士第二甲第十四名。授行在禮科給事中，歷官山東僉事。

## 家族
曾祖父李安仁。祖父李宗白。父亲李守約，曾任金華縣縣丞。